# Giorgio di Baviera
Giorgio di Wittelsbach-Landshut detto il Ricco (Burghausen, 15 agosto 1455 – Ingolstadt, 1º dicembre 1503) fu l'ultimo Duca di Baviera-Landshut dal 1479. Era figlio di Ludovico IX e di Amalia di Sassonia.

## Biografia
Giorgio crebbe nella Rocca di Burghausen e fin dal suo arrivo a Landshut, all'età di tredici anni, fu introdotto nei problemi di governo.
Assieme al cugino Alberto IV di Baviera-Monaco, Giorgio cercò di estendere la propria influenza sull'Austria Anteriore, ma nel 1489 abbandonò i propri progetti per cercare di appianare le divergenze con Federico III d'Asburgo. Giorgio divenne in seguito un forte alleato dell'imperatore Massimiliano I e lo sostenne nelle sue campagne in Svevia, Svizzera, Gheldria e in Ungheria.

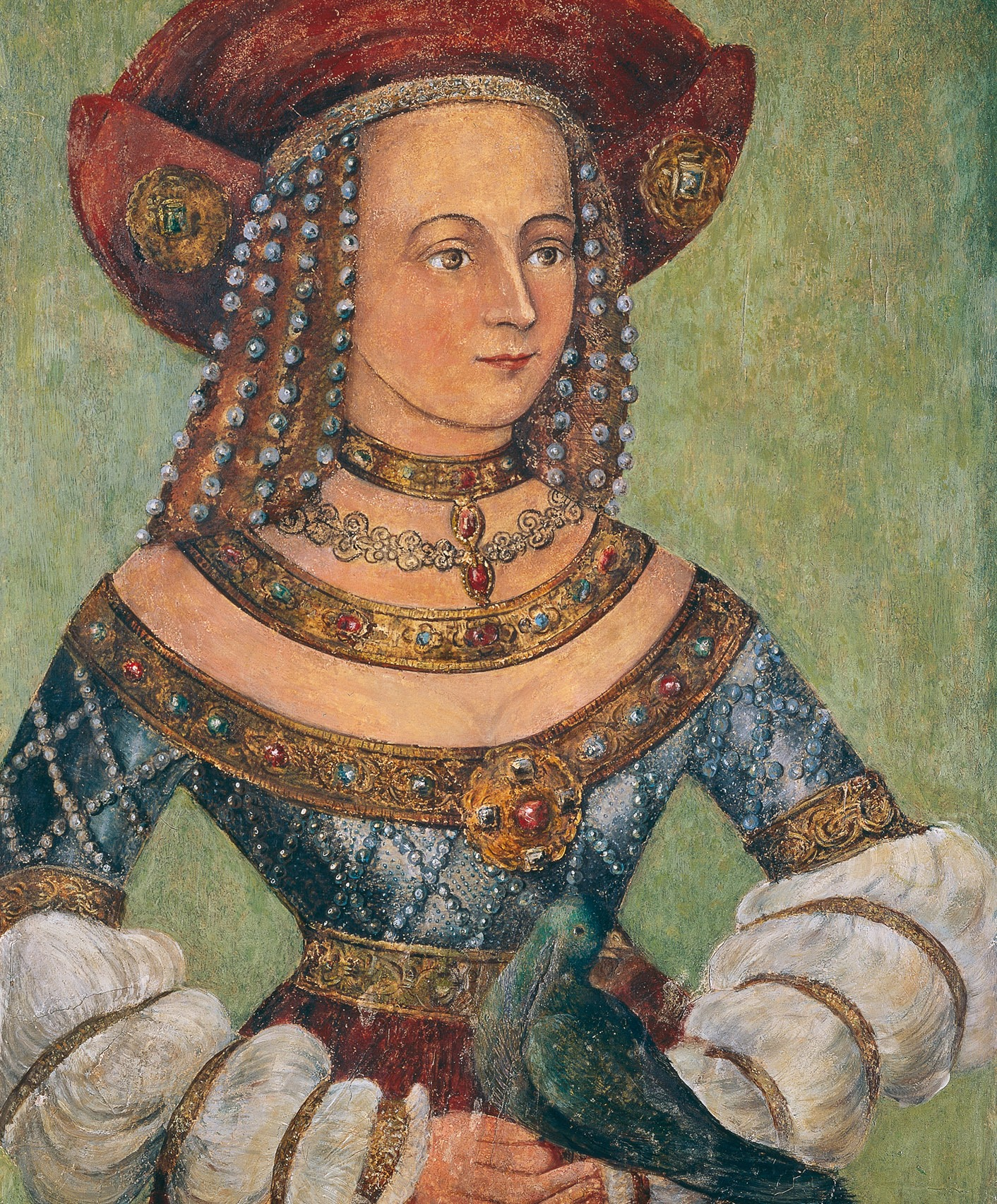
Jadwiga Jagellona

Il suo matrimonio con la principessa Edvige Jagellona, figlia di re Casimiro IV di Polonia, noto come il Matrimonio di Landshut, fu celebrato nel 1475 con una delle più splendide feste del Medioevo. 
La coppia ebbe cinque figli, tre maschi e due femmine; nessuno dei maschi sopravvisse al padre, cosicché, a causa delle restrizioni imposte dalla legge salica di successione vigente nella Germania medioevale, le figlie non poterono ereditare il ducato. Giorgio cercò di lasciarlo alla figlia Elisabetta e a suo marito Roberto del Palatinato, terzo figlio di Filippo, elettore palatino; questo tentativo condusse ad una distruttiva guerra di successione dopo la morte di Giorgio, tra il 1503 ed il 1504. Infine gli succedette Alberto IV di Baviera-Monaco; solamente il nuovo ducato del Palatinato-Neuburg venne assegnato ai due figli di Roberto, Ottone Enrico e Filippo.
I più meridionali distretti del Baviera-Landshut (Kufstein, Kitzbühel e Rattenberg) passarono invece all'imperatore Massimiliano e quindi vennero uniti al Tirolo.

## Discendenza
Giorgio ed Edvige ebbero i seguenti figli:
1. Ludovico (1476-1496);
2. Roberto (1477);
3. Elisabetta (1478-1504), sposò Roberto del Palatinato e fu madre di Ottone Enrico, elettore palatino;
4. Margherita (1480-1531);
5. Wolfgango (1482).

## Ascendenza
|                                 |                        |                                | Genitori                     |  |  | Nonni |  |  | Bisnonni                     |  |  | Trisnonni             |  |
|                                 |                        |                                |                              |  |  |       |  |  | Federico di Baviera-Landshut |  |  | Stefano II di Baviera |  |
|                                 |                        |                                |                              |  |  |       |  |  | Federico di Baviera-Landshut |  |  | Stefano II di Baviera |  |
|                                 |                        | Isabella d'Aragona             |                              |  |  |       |  |  | Federico di Baviera-Landshut |  |  |                       |  |
| Enrico XVI di Baviera-Landshut  |                        |                                |                              |  |  |       |  |  | Federico di Baviera-Landshut |  |  |                       |  |
|                                 |                        | Maddalena Visconti             | Bernabò Visconti             |  |  |       |  |  |                              |  |  |                       |  |
|                                 |                        | Maddalena Visconti             | Bernabò Visconti             |  |  |       |  |  |                              |  |  |                       |  |
|                                 |                        | Maddalena Visconti             | Regina della Scala           |  |  |       |  |  |                              |  |  |                       |  |
| Ludovico IX di Baviera-Landshut |                        | Maddalena Visconti             |                              |  |  |       |  |  |                              |  |  |                       |  |
|                                 |                        | Alberto IV d'Asburgo           | Alberto III d'Asburgo        |  |  |       |  |  |                              |  |  |                       |  |
|                                 |                        | Alberto IV d'Asburgo           | Alberto III d'Asburgo        |  |  |       |  |  |                              |  |  |                       |  |
|                                 |                        | Alberto IV d'Asburgo           | Beatrice di Norimberga       |  |  |       |  |  |                              |  |  |                       |  |
| Margherita d'Asburgo            |                        | Alberto IV d'Asburgo           |                              |  |  |       |  |  |                              |  |  |                       |  |
|                                 |                        | Giovanna di Baviera-Straubing  | Alberto I di Baviera         |  |  |       |  |  |                              |  |  |                       |  |
|                                 |                        | Giovanna di Baviera-Straubing  | Alberto I di Baviera         |  |  |       |  |  |                              |  |  |                       |  |
|                                 |                        | Giovanna di Baviera-Straubing  | Margherita di Brieg          |  |  |       |  |  |                              |  |  |                       |  |
| Giorgio di Baviera              |                        | Giovanna di Baviera-Straubing  |                              |  |  |       |  |  |                              |  |  |                       |  |
|                                 | Federico I di Sassonia | Federico III di Meißen         |                              |  |  |       |  |  |                              |  |  |                       |  |
|                                 | Federico I di Sassonia | Federico III di Meißen         |                              |  |  |       |  |  |                              |  |  |                       |  |
|                                 | Federico I di Sassonia | Caterina di Henneberg          |                              |  |  |       |  |  |                              |  |  |                       |  |
| Federico II di Sassonia         | Federico I di Sassonia |                                |                              |  |  |       |  |  |                              |  |  |                       |  |
|                                 |                        | Caterina di Brunswick-Lüneburg | Enrico di Brunswick-Lüneburg |  |  |       |  |  |                              |  |  |                       |  |
|                                 |                        | Caterina di Brunswick-Lüneburg | Enrico di Brunswick-Lüneburg |  |  |       |  |  |                              |  |  |                       |  |
|                                 |                        | Caterina di Brunswick-Lüneburg | Sofia di Pomerania           |  |  |       |  |  |                              |  |  |                       |  |
| Amalia di Sassonia              |                        | Caterina di Brunswick-Lüneburg |                              |  |  |       |  |  |                              |  |  |                       |  |
|                                 |                        | Ernesto I d'Asburgo            | Leopoldo III d'Asburgo       |  |  |       |  |  |                              |  |  |                       |  |
|                                 |                        | Ernesto I d'Asburgo            | Leopoldo III d'Asburgo       |  |  |       |  |  |                              |  |  |                       |  |
|                                 |                        | Ernesto I d'Asburgo            | Verde Visconti               |  |  |       |  |  |                              |  |  |                       |  |
| Margherita d'Austria            |                        | Ernesto I d'Asburgo            |                              |  |  |       |  |  |                              |  |  |                       |  |
|                                 |                        | Cimburga di Masovia            | Siemowit IV di Masovia       |  |  |       |  |  |                              |  |  |                       |  |
|                                 |                        | Cimburga di Masovia            | Siemowit IV di Masovia       |  |  |       |  |  |                              |  |  |                       |  |
|                                 |                        | Cimburga di Masovia            | Alessandra di Lituania       |  |  |       |  |  |                              |  |  |                       |  |
|                                 |                        | Cimburga di Masovia            |                              |  |  |       |  |  |                              |  |  |                       |  |